# Mauléon (Deux-Sèvres)
Mauléon és un municipi francès situat al departament de Deux-Sèvres i a la regió de la Nova Aquitània. L'any 2007 tenia 7.885 habitants.

## Demografia

### Població
El 2007 la població de fet de Mauléon era de 7.885 persones. Hi havia 2.996 famílies de les quals 704 eren unipersonals (408 homes vivint sols i 296 dones vivint soles), 1.056 parelles sense fills, 1.084 parelles amb fills i 152 famílies monoparentals amb fills.
La població ha evolucionat segons el següent gràfic:
Habitants censats

### Habitatges
El 2007 hi havia 3.258 habitatges, 3.042 eren l'habitatge principal de la família, 56 eren segones residències i 160 estaven desocupats. 3.024 eren cases i 212 eren apartaments. Dels 3.042 habitatges principals, 2.236 estaven ocupats pels seus propietaris, 763 estaven llogats i ocupats pels llogaters i 43 estaven cedits a títol gratuït; 17 tenien una cambra, 129 en tenien dues, 392 en tenien tres, 701 en tenien quatre i 1.803 en tenien cinc o més. 2.475 habitatges disposaven pel capbaix d'una plaça de pàrquing. A 1.324 habitatges hi havia un automòbil i a 1.486 n'hi havia dos o més.

### Piràmide de població
La piràmide de població per edats i sexe el 2009 era:
| Homes | Edats   | Dones |
| ----- | ------- | ----- |
| 4     | 95 o +  | 20    |
| 8     | 90 a 94 | 28    |
| 28    | 85 a 89 | 104   |
| 20    | 80 a 84 | 52    |
| 108   | 75 a 79 | 108   |
| 188   | 70 a 74 | 212   |
| 144   | 65 a 69 | 184   |
| 212   | 60 a 64 | 188   |
| 208   | 55 a 59 | 168   |
| 268   | 50 a 54 | 248   |
| 320   | 45 a 49 | 264   |
| 248   | 40 a 44 | 264   |
| 236   | 35 a 39 | 200   |
| 240   | 30 a 34 | 220   |
| 252   | 25 a 29 | 252   |
| 200   | 20 a 24 | 168   |
| 348   | 15 a 19 | 324   |
| 320   | 10 a 14 | 216   |
| 200   | 5 a 9   | 168   |
| 180   | 0 a 4   | 164   |

## Economia
El 2007 la població en edat de treballar era de 4.915 persones, 3.796 eren actives i 1.119 eren inactives. De les 3.796 persones actives 3.600 estaven ocupades (2.012 homes i 1.588 dones) i 196 estaven aturades (67 homes i 129 dones). De les 1.119 persones inactives 470 estaven jubilades, 350 estaven estudiant i 299 estaven classificades com a «altres inactius».

### Ingressos
El 2009 a Mauléon hi havia 3.171 unitats fiscals que integraven 8.177,5 persones, la mediana anual d'ingressos fiscals per persona era de 16.415 €.

### Activitats econòmiques
Dels 288 establiments que hi havia el 2007, 2 eren d'empreses extractives, 10 d'empreses alimentàries, 2 d'empreses de fabricació de material elèctric, 3 d'empreses de fabricació d'elements pel transport, 22 d'empreses de fabricació d'altres productes industrials, 39 d'empreses de construcció, 60 d'empreses de comerç i reparació d'automòbils, 11 d'empreses de transport, 18 d'empreses d'hostatgeria i restauració, 1 d'una empresa d'informació i comunicació, 20 d'empreses financeres, 14 d'empreses immobiliàries, 45 d'empreses de serveis, 20 d'entitats de l'administració pública i 21 d'empreses classificades com a «altres activitats de serveis».
Dels 86 establiments de servei als particulars que hi havia el 2009, 1 era una oficina d'administració d'Hisenda pública, 1 gendarmeria, 1 oficina de correu, 5 oficines bancàries, 1 funerària, 9 tallers de reparació d'automòbils i de material agrícola, 1 taller d'inspecció tècnica de vehicles, 2 autoescoles, 6 paletes, 6 guixaires pintors, 13 fusteries, 8 lampisteries, 3 electricistes, 2 empreses de construcció, 11 perruqueries, 4 veterinaris, 7 restaurants, 3 agències immobiliàries, 1 tintoreria i 1 saló de bellesa.
Dels 22 establiments comercials que hi havia el 2009, 2 eren supermercats, 2 botiges de menys de 120 m², 6 fleques, 2 carnisseries, 1 una llibreria, 2 botigues de roba, 1 una botiga d'electrodomèstics, 1 una botiga de mobles, 1 un drogueria, 1 una joieria i 3 floristeries.
L'any 2000 a Mauléon hi havia 249 explotacions agrícoles que ocupaven un total de 9.264 hectàrees.

## Equipaments sanitaris i escolars
El 2009 hi havia 1 hospital de tractaments de mitja durada (seguiment i rehabilitació), 1 un hospital de tractaments de llarga durada, 2 farmàcies i 2 ambulàncies.
El 2009 hi havia 1 escola maternal i 8 escoles elementals. Mauléon disposava d'un col·legi d'educació secundària amb 422 alumnes.

## Poblacions més properes
El següent diagrama mostra les poblacions més properes.